# Callimaque le Polémarque
 (mars 2022).
Si vous disposez d'ouvrages ou d'articles de référence ou si vous connaissez des sites web de qualité traitant du thème abordé ici, merci de compléter l'article en donnant les références utiles à sa vérifiabilité et en les liant à la section « Notes et références ».
Pour les articles homonymes, voir Callimaque.
Callimaque (ou Callimachos) est un général athénien, troisième archonte d'Athènes en 490 av. J.-C.
Il dirige l'armée lors de la bataille de Marathon, en particulier l'aile droite. Il soutient l'avis de Miltiade, qui souhaite livrer bataille, contre une partie des autres stratèges et se distingue par sa combativité. Il est cependant tué lors de l'engagement.